# 궁리 (컴퓨터 과학자)
궁리(중국어 간체자: 宫力, 정체자: 宮力, 병음: Gōng Lì), 영어로는 리 궁(Li Gong)으로도 알려진 인물은 중국의 사업가이자 컴퓨터 과학자이다. 영국 케임브리지에 본사를 둔 영국 소프트웨어 회사인 리나로의 CEO로, Arm 생태계를 위한 시스템 소프트웨어를 개발하고 있다. 이전에 모바일, 웨어러블 및 IoT 장치를 위한 모바일 운영 체제를 전문으로 하는 시스템 소프트웨어 회사인 아카딘 테크놀로지스의 설립자이자 CEO였다. 아카딘의 핵심 제품인 H5OS는 주로 오픈 웹 표준인 HTML5를 기반으로 한 웹 중심 운영 체제였다. 이는 리가 모질라 코퍼레이션 사장으로서 개발을 총괄했던 파이어폭스 OS에서 파생되었다.

## 교육
베이징시에서 태어나고 자란 궁은 베이징의 칭화 대학에서 학사 학위와 석사 학위를, 영국 케임브리지 대학교에서 박사 학위를 모두 컴퓨터 과학 분야에서 취득했다.

## 학술적 성과
리 궁은 22개의 미국 특허를 보유하고 있으며, 3권의 책(애디슨 웨슬리와 오라일리 출판)과 다수의 기술 논문, 과학 저널 네이처에 8편의 일반 논문을 공동 저술했다. 1989년 IEEE 보안 및 개인 정보 보호 심포지엄에서 최우수 논문상을 수상했으며, 1994년 IEEE 통신 학회로부터 "IEEE 관심 분야의 기술 문헌에 가장 중요한 기여"를 한 공로로 레너드 G. 아브라함 상을 받았다.

## 경력
리 궁은 주로 컴퓨터 시스템, 네트워킹, 정보 보안 분야의 연구원으로 경력을 시작했다. ACM CCS, IEEE S&P, IEEE CSFW의 프로그램 의장 및 총회 의장을 역임했다. ACM TISSEC의 부편집장이자 IEEE Internet Computing의 부주편집장이었다. 업계에 진출하기 전에 뉴욕 이타카의 오디세이 리서치에서 일했고, 나중에는 캘리포니아 멘로 파크의 SRI 인터내셔널 컴퓨터 과학 연구실에서 일했다. 코넬 대학교와 스탠퍼드 대학교에서 방문 직책을 맡았고, 베이징 칭화 대학의 초빙 석좌 교수를 역임했다.
1996년, 썬 마이크로시스템즈의 자바소프트 부서(캘리포니아 쿠퍼티노)에 최고 자바 보안 아키텍트로 합류하여 자바 플랫폼의 보안 아키텍처를 설계했다. 저명한 엔지니어가 되었고, 이후 자바 임베디드 서버와 JXTA의 엔지니어링을 이끌었으며, 국제 표준 기구 OSGi의 자바 전문가 그룹의 창립 의장을 맡아 OSGi 1.0 사양을 이끌었다.
2001년, 중국에 썬 마이크로시스템즈 엔지니어링 및 연구소(ERI)를 설립하여 제너럴 매니저를 맡았고, 솔라리스 시스템, 브라우저, 오픈오피스 및 관련 데스크톱 소프트웨어 연구 개발 팀을 이끌었다.
2005년, 마이크로소프트에 제너럴 매니저로 합류하여 중국 MSN을 이끌고 마이크로소프트 중국 R&D 그룹의 부사장으로 재직했다. 베이징과 상하이 팀을 이끌고 메신저, 핫메일, 스페이스, 안전, 모바일, 검색, 광고 플랫폼, 가상 지구 등 MSN이 제공하는 모든 서비스 분야에서 활동했다.
2007년, 궁은 모질라 코퍼레이션에 합류하여 중국 자회사인 모질라 온라인 유한회사를 설립했고, 그곳에서 회장 겸 CEO를 역임했다. 4년 후, 모질라 타이완을 설립하고 CEO를 맡았다. 이후 모질라 본사에서 모바일 기기 수석 부사장, 아시아 사업부 사장, 최고운영책임자, 그리고 사장 등 여러 경영진 역할을 수행했다.
2015년 4월 모질라를 떠나 처음에 "Gone Fishing"이라는 이름으로 아카딘 테크놀로지스를 설립했다. 2015년 7월 15일, 아카딘 테크놀로지스가 칭화 대학과 중국 정부의 통제를 받는 홍콩 법인인 칭화 유니그룹 인터내셔널로부터 1억 달러의 1차 투자를 받았다고 발표되었다. 같은 해, 리 궁은 회사가 이미 국제 투자자들로부터 2차 투자를 모색하고 있다고 밝혔는데, 주된 이유 중 하나는 "우리가 어떤 식으로든 중국의 지원을 받는 회사라는 잘못된 인식을 조기에 불식시키기 위해서다. 우리는 진정으로 순수한 실리콘밸리 스타일의 스타트업이다"라고 말했다.
리는 실리콘 밸리와 중국의 여러 스타트업에 (공동 창업자, 투자자, 고문으로) 참여했다. 2007년부터 2009년까지 미국 벤처 캐피털 회사인 베세머 벤처 파트너스의 벤처 파트너이자 중국 사무소 책임자였다.

## 수상
리는 2003년 차이나 인터넷 위클리와 시나닷컴에 의해 2003년 중국 뉴 이코노미 인물 중 한 명으로 선정되었으며, 2003년 중국 소프트웨어 산업 협회로부터 중국 오픈소스 운동 리더십 상을 받았다. 2013년에는 중국 오픈소스 소프트웨어 진흥 연합으로부터 "중국 우수 오픈소스 기여자"로 선정되었고, 중국 경영 잡지 매니저 투데이에서 중국 100대 경영인 중 한 명으로 선정되었다.
칭화 대학 동문회 이사회에서 오랜 기간 이사직을 맡고 있으며, 칭화 기업가 및 경영자 클럽(TEEC)을 공동 설립했고, 2008년 TEEC 베이징 지부의 창립 회장을 역임했다.